# Maurits Dekker
Maurits Rudolph Joël Dekker (Amsterdam, 16 juli 1896 – aldaar, 7 oktober 1962) was een Nederlandse roman- en toneelschrijver.

## Familie
Hij was de zoon van Joël Dekker, een joodse handelsreiziger en huisschilder, en Betje Turksma. Zijn zuster Martha Dekker was enige tijd zangeres en huwde musicus Daniël Belinfante. Hijzelf was getrouwd met Maria Engelina Hellingman (overleden 1954) en vanaf 1955 met Hendrika Christina van Assen. Dochter Noor Dekker uit het eerste huwelijk werd kostuumontwerpster en huwde Jan Bons. Dochter Mea Dekker (eveneens uit het eerste huwelijk) was tussen 1950 en 1963 de vrouw en een model van fotograaf Carel Blazer.

## Biografie
Na zijn lagere school had Maurits Dekker allerlei baantjes. In 1921 zat hij enkele maanden gevangen op verdenking van een moord, maar hij werd vrijgelaten bij gebrek aan bewijs.
Als schrijver debuteerde hij in 1923 met Doodenstad, schetsen uit het gevangenisleven. Daarna volgde Homo cantat (1925), de toekomstroman C.R. 133 (1926) en Zijn wereld. Roman (1928). Omdat hij tot dan toe weinig succes had gehad als auteur, en zich mateloos ergerde aan de negatieve recensies, gooide hij het in 1929 over een andere boeg. Om de vermeende vooringenomenheid van de recensenten tegen schrijvers zoals hij aan de kaak te stellen, publiceerde hij in november 1929 Waarom ik niet krankzinnig ben onder het pseudoniem 'Boris Robazki'. Het boek werd gepresenteerd als de Nederlandse vertaling van een oorspronkelijk Russische roman, Ispovedanie čeloveka. Het bleek een zo geslaagde pastiche op Dostojevski, dat de recensenten dachten met een geniale maar onbekende echt-Russische auteur van doen te hebben. Na het verschijnen van enkele gunstige besprekingen onthulde Dekker triomfantelijk dat hij en niemand anders Robazki was.
Maurits Dekker trouwde op 21 februari 1923 met Maria Engelina "Mien" Hellingman. Uit dit huwelijk werden twee dochters geboren, Mea en Noor. Mea was van 1950 tot 1963 getrouwd met de fotograaf Carel Blazer. Noor was van 1940 tot 1950 getrouwd met verzetsstrijder Jaap Penraat en vanaf 1953 met graficus Jan Bons.
In 1936 was Dekker goed bevriend met de naar Nederland gevluchte Oostenrijkse schrijver Joseph Roth, die tussen maart en november van dat jaar in Amsterdam verbleef. Dekkers roman Waarom ik niet krankzinnig ben zou als voorbeeld hebben gediend voor Roths Beichte eines Mörders, dat in 1936 bij de emigrantenuitgeverij Allert de Lange verscheen.
Dekker schreef onder andere in De Nieuwe Gids, maar toen na het overlijden van Willem Kloos het blad werd gekocht door het Coöperatief Uitgeversbedrijf U. A. te ’s-Gravenhage en de fascistische publicist Alfred Haighton tot de redactie toetrad, verklaarden 28 letterkundigen dat zij niet langer als medewerkers wensten op te treden, “daar zij van deze wijzigingen, een belangrijken fascistischen invloed in de leiding van „De Nieuwe Gids" verwachten.”
Dekker betoonde zich een fel antinazi. In 1938 liet hij een pamflet uitkomen met de titel Hitler. Een poging tot verklaring. Hij maakte zich ernstige zorgen en had geprobeerd zich in Hitler te verdiepen. 

Hitler is voor mij — ik heb het in mijn boekje duidelijk gezegd — een der belangrijkste vertegenwoordigers van een politieke richting en — als men het dezen naam geven mag — van een wereld beschouwing, die ik voor het voortbestaan der Europese cultuur en voor het behoud van den zoo bedreigden wereldvrede, niet alleen in hoge mate gevaarlijk acht maar wier strijdmethoden ook van dien aard zijn, dat zij mij met afschuw vervullen.

Het boekje leidde tot vervolging wegens belediging van een bevriend staatshoofd. Hij had Hitler in zijn boekje onder andere een clown genoemd, en een leugenaar, en een drückeberger. Volgens de officier van justitie ademt het hele boekje een geest van haat en minachting. "Aan dergelijke boekjes hebben wij geen behoefte." Het leverde Dekker een veroordeling op, en een boete van 100 gulden.
Eind december 1941 werden zijn boeken verboden, maar Dekker bleef schrijven. Tijdens de eerste jaren van de oorlog leidde hij met enkele vrienden een zeep- en andere surrogaten fabriek, 'De Mercuur'. Daardoor hield hij het hoofd boven water; in vergelijking met de voorafgaande periode ging het hem zelfs tamelijk goed. Maar ten slotte moest ook hij onderduiken voor de vijand, die het al lang op hem, jood én revolutionair agitator, gemunt had. Dekker heeft anderhalf jaar ondergedoken gezeten in het doktershuis van Landsmeer. Daar schreef hij op zolder de Amsterdamse oorlogsroman Met de laars op de nek. Dit verhaal kent veel overeenkomsten met zijn eigen levensloop in deze periode. Hij pleegde verzet door extra voedselkaarten die onder de behoeftigsten te verdelen, regelde vervalste persoonsbewijzen en zorgde voor een schuilplaats voor verscheidene joodse onderduikers. 
Na het overlijden van zijn vrouw op 24 november 1954 huwde hij op 17 augustus 1955 met Hendrika Christina van Assen. Uit dit huwelijk werden geen kinderen geboren. Dekker overleed op 7 oktober 1962 op 66-jarige leeftijd. Zijn echtgenote overleed een dag later op 54-jarige leeftijd. De uitvaart vond plaats bij het crematorium van Begraafplaats Westerveld.

## Succes

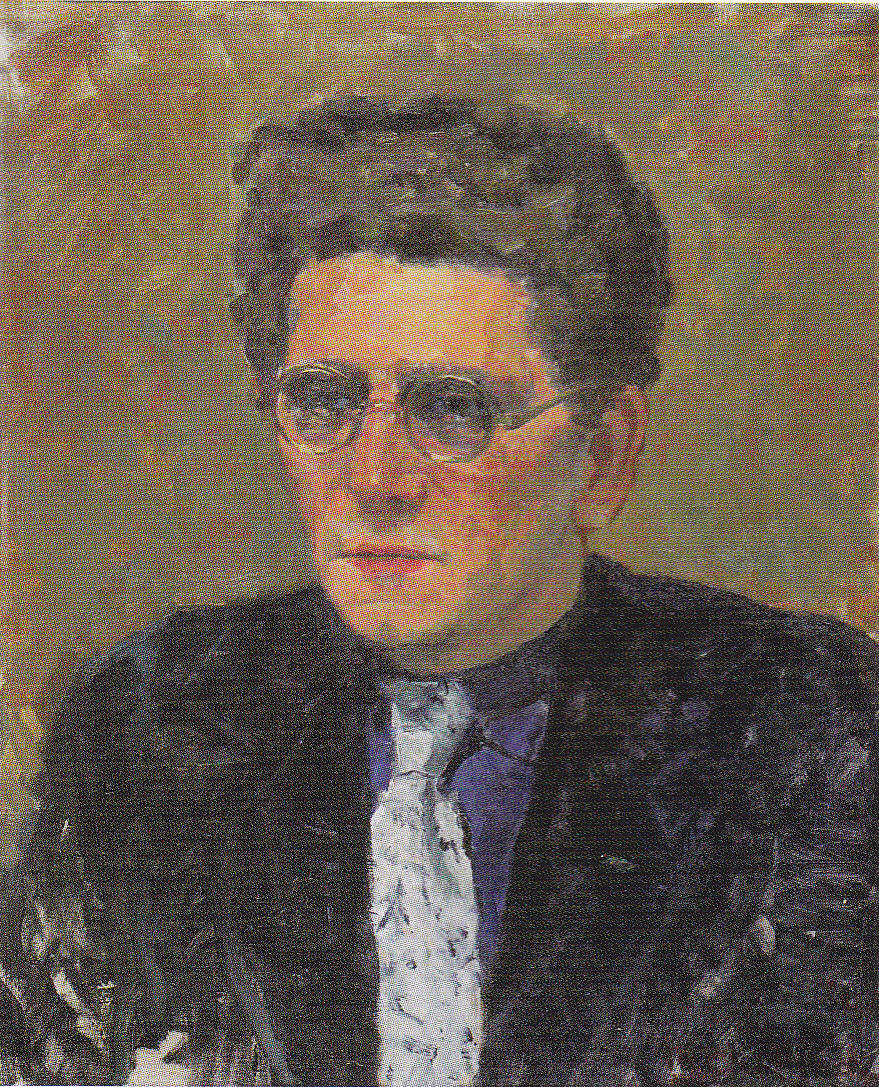
Dekker geschilderd door Meijer Bleekrode (1941)

Dekker was bekend door zijn linkse, revolutionaire standpunten, zoals blijkt in zijn roman Brood (1932). Zijn naoorlogse boek over de Duitse bezetting De laars op de nek (1945) beschrijft de bezettingsperiode. Met zijn toneelstuk De wereld heeft geen wachtkamer (1949) oogstte Dekker veel bijval. Het Amsterdams Toneel Gezelschap gaf in oktober 1949 de eerste voorstelling. Dekker had zich al eerder aan het (volks)toneel gewaagd, maar pas met dit spel oogstte hij een voor Nederland opmerkelijk succes. Hoofdthema ervan was de wanverhouding die naar zijn mening bestond tussen de technische vooruitgang van de maatschappij en de geestelijke ontwikkeling van de mens, die daarbij ten achterbleef, met de atoombom als dreigend symbool. Dankzij de revenuen ervan verdwenen Dekkers geldzorgen, maar alras begonnen zij, mede door een slepende ziekte van zijn vrouw, opnieuw.
En hoewel De afgrond is vlak voor uw voeten (1952), een 'anti-bolsjewistische' roman naar zijn zeggen, alweer overwegend lovende recensies kreeg, bleef de verkoop ver beneden zijn verwachtingen. Andere succesvolle boeken van Dekker zijn de voor de oorlog geschreven romans Amsterdam (1931) en De menschen meenen het goed met de menschen (1934) en zijn historische romantrilogie over Willem van Oranje (1935-1938). Dekker werkte mee aan de tijdschriften De Vrije Bladen en De Stem en het tijdschrift Links Richten in 1932 en 1933.
In 1949 kreeg Dekker de prijs van de Stichting Kunstenaarsverzet, in 1955 de Marianne Philipsprijs en in 1956 ter gelegenheid van zijn zestigste verjaardag de Extra prijs van de Jan Campert-stichting. Voor zijn verhalenbundel Op zwart stramien (1956) ontving hij de Prozaprijs van de gemeente Amsterdam.

### Romans
- C.R. 133 - 1924
- Zijn wereld - 1928
- Waarom ik niet krankzinnig ben - 1929
- De aarde splijt - 1930
- Amsterdam - 1931
- De man die een ander was - 1931
- Brood - 1932
- Reflex - 1932
- Aan beide kanten van de drempel - 1934
- De menschen meenen het goed met de menschen - 1934
- Oranje en de opstand der Nederlanders - 1935
- Oranje en Alva's tyranniek bewind - 1936
- Oranje en de geboorte der Nederlanden - 1938
- Inc. Pius beveelt - 1939
- Mordje de Jood - 1939
- De laars op de nek - 1945
- Jozef duikt - 1946
- De Knopenman - 1947
- Het Merkteken - 1948
- Amsterdam bij gaslicht - 1949
- De wereld heeft geen wachtkamer - 1950
- De afgrond is vlak voor uw voeten - 1952
- Het Andere - 1957

### Non-fictie
- Doodenstad: schetsen uit het gevangenisleven - 1923
- Een schot viel in Parijs... - 1938
- Poespoes, een klein boek voor grote kattevrienden - 1958